# 岩手県立大野高等学校
岩手県立大野高等学校（いわてけんりつ おおのこうとうがっこう）は、岩手県九戸郡洋野町にある公立高等学校。

## 概要・歴史
1948年、岩手県立久慈農業高等学校（久慈市）の分校として開校した。定時制課程の夜間部のみ設置し、大野村立大野小学校（現：洋野町立大野小学校）の校舎に併設した。1949年には本校である岩手県立久慈農業高等学校と岩手県立久慈高等学校が統合したのに伴い、岩手県立久慈高等学校大野分校（定時制課程）に改称した。本校の分校はその他に九戸郡山形村（現：久慈市山形町）の山形分校、野田村の野田分校、種市村（現：洋野町種市）の種市分校、久慈市の長内分校が所在していたが、長内分校以外はいずれも独立や閉校をしている。
1957年には独立校舎が落成し、9年間続いた大野小学校との併設が終了し現在地に移転した。1963年に本校が岩手県立久慈高等学校と岩手県立久慈農林水産高等学校へ分離しており、久慈高校の分校に置かれた。1970年に全日制課程の普通科が設置・募集開始と同時に定時制の募集を停止した。
1973年12月に岩手県議会において本校の独立昇格が決定し、1974年4月に本校から独立をして岩手県立大野高等学校へ改称し開校。同年度より普通科を3学級へ定員増加を行ったが1989年度に入学志願者の減少に伴い2学級へ再度変更している。独立から2年後の1976年からは大野村林郷地区を対象にスクールバスの運行を開始し、徐々に他地区への路線を拡大した。その他に原付バイクでの通学も可能だったが、一部の生徒によって暴走族「黄金虫」が結成され、関東地方まで規模を拡大していった。その影響により次第に学校の治安が悪化し、1979年に新入生や教師に対し暴行や恐喝行為を与えたり、職員室や新入生から現金を強奪した「大野高校暴行事件」が発生した。加害者の生徒13人が退学処分を受けた経緯により、1984年を以ってバイク通学が禁止された。
一時期は300人あまりの生徒が在籍していたが、少子化や入学志願者の減少などによって年々減少している。2013年度には200人、2019年度には100人を割り、以後は各学年1学級の小規模校となっている。県が2016年に策定した公立高校の適正配置を目的とした「新たな県立高等学校再編計画後期計画」で、当初は他校との統合により閉校する予定だったが、入学志願者が一定数居ることから統廃合は見送られた。しかし今後も定員割れの状況が持続する際には、統合や募集停止の対象となる。

### 各種活動
部活動では数々の功績を残している。1977年の第29回岩手県民体育大会（バスケットボール大会）では女子バスケットボール部が優勝、2007年の全国高校野球岩手大会では一関学院高等学校との対戦で敗れたが準々決勝まで進出した。
2005年より里山の自然環境の復活や保全を目的とした「里山整備活動」を開始し、山の地主より無償で提供された区域で、枯葉の除去や伐採済みの樹木の運搬およびマツタケ狩りなどを行っている。一連の活動は毎年4月から10月にかけて取り組んでいる。

## 沿革
- 1948年（昭和23年）5月21日 - 岩手県立久慈農業高等学校大野分室として、大野小学校校舎内に開校[1]。
- 1949年（昭和24年）4月1日 - 本校の統合に伴い、「岩手県立久慈高等学校大野分校」に改称[1]。
- 1957年（昭和32年）- 独立校舎の落成に伴い、移転[2]。
- 1963年（昭和38年）4月1日 - 本校の独立に伴い、「岩手県立久慈高等学校大野分校」に改称[1]。
- 1970年（昭和45年）4月1日 - 定時制課程を募集停止し、全日制課程普通科（2学級分）を募集開始[1]。
- 1973年（昭和48年）12月 - 独立昇格が岩手県議会にて決定し、開校祝賀パレードを開催[3]。
- 1974年（昭和49年）4月 -「岩手県立大野高等学校」として独立し、開校記念式典を挙行。普通科3学級となる[2]。
- 1976年（昭和51年）- 林郷地区へスクールバスを運行開始[3]。
- 1977年（昭和52年）- 向田地区へスクールバスを運行開始[3]。
- 1978年（昭和53年）5月29日 - 創立30周年記念・新校舎落成記念式典を挙行[1]。
- 1979年（昭和54年）5月 - 生徒による暴行事件が発生[3]。
- 1984年（昭和59年）- バイク通学を禁止[3]。
- 1989年（平成元年）10月14日 - 校舎改築落成・創立40周年記念式典を挙行[1]。
- 2005年（平成17年）4月 - 里山整備活動を開始[7]。
- 2006年（平成18年）1月1日 - 町村合併により所在地が洋野町大野に変更。

## 設置学科
- 全日制課程
  - 普通科：1970年設置。定員40名。2年次から就職に適したビジネスコース、進学に適した普通コースに分かれる。ビジネスコースでは主に「商業」の科目を学ぶ。

### 廃止学科
- 定時制課程
  - 普通科：1948年 - 1972年

## 学校活動
主な学校活動（行事）のみ掲載。
- 4月 - 新任式、始業式、入学式、対面式
- 5月 - 岩手県高等学校総合体育大会
- 6月 - 前期中間考査、体育祭
- 7月 - 終業式
- 夏季休業 - インターンシップ、夏季課外
- 8月 - 始業式、北奥羽ナニャドヤラ大会
- 9月 - 前期末考査
- 10月 - 里山収穫祭、文化祭
- 11月 - 後期中間考査、修学旅行
- 12月 - 終業式
- 冬期休業 - 冬季課外
- 1月 - 始業式
- 2月 - 後期末考査
- 3月 - 卒業式、春季課外、終業式、離任式
- 学年末休業

## 部活動

### 運動部
- 硬式野球部
- バレーボール部
- バスケットボール部
- ソフトテニス部
- 卓球部

### 文化部
- 吹奏楽部
- 総合文化部

出典：

### 廃部した部活動
運動部
- サッカー部（2021年度募集停止・廃部[10]）
- 剣道部

文化部
- 自然科学部
- 国際文化部

出典：

## 付属施設
主な施設のみ掲載。
- 体育館 - 校舎と接続
- 校庭（グラウンド）
- 屋外プール
- テニスコート

## 生徒・学級数
2000年度以降は毎年度、生徒数と学級数を掲載。
| 年度               | 定員 | 生徒数 | 増減 | 学級数 | 増減 | 出典   | 備考                                          |
| ------------------ | ---- | ------ | ---- | ------ | ---- | ------ | --------------------------------------------- |
| 1970（昭和45）年度 | 不明 | 不明   | 不明 | 不明   | 不明 | [ 1 ]  | 定時制募集停止、全日制普通科募集開始（2学級） |
| 1973（昭和48）年度 | 不明 | 270＋  |      | 不明   | 不明 | [ 3 ]  |                                               |
| 1974（昭和49）年度 | 不明 | 321    |      | 不明   | 不明 | [ 3 ]  | 学校独立、普通科3学級へ                       |
| 1980（昭和55）年度 | 不明 | 325    | 4    | 不明   | 不明 | [ 12 ] |                                               |
| 1981（昭和56）年度 | 不明 | 310    | －15 | 不明   | 不明 | [ 12 ] |                                               |
| 1982（昭和57）年度 | 不明 | 267    | －43 | 不明   | 不明 | [ 12 ] |                                               |
| 1983（昭和58）年度 | 不明 | 248    | －19 | 不明   | 不明 | [ 12 ] |                                               |
| 1984（昭和59）年度 | 不明 | 290    | 42   | 不明   | 不明 | [ 12 ] |                                               |
| 1985（昭和60）年度 | 不明 | 316    | 26   | 不明   | 不明 | [ 12 ] |                                               |
| 1986（昭和61）年度 | 不明 | 284    | －32 | 不明   | 不明 | [ 12 ] |                                               |
| 1987（昭和62）年度 | 不明 | 248    | －36 | 不明   | 不明 | [ 12 ] |                                               |
| 1988（昭和63）年度 | 不明 | 273    | 25   | 不明   | 不明 | [ 12 ] |                                               |
| 1989（平成元）年度 | 90   | 261    | －12 | 不明   | 不明 | [ 12 ] | 普通科－1                                     |
| 1990（平成2）年度  | 不明 | 258    | －3  | 不明   | 不明 | [ 12 ] |                                               |
| 1991（平成3）年度  | 不明 | 231    | －27 | 不明   | 不明 | [ 12 ] |                                               |
| 1992（平成4）年度  | 不明 | 231    | 0    | 不明   | 不明 | [ 12 ] |                                               |
| 1993（平成5）年度  | 不明 | 211    | －20 | 不明   | 不明 | [ 12 ] |                                               |
| 1994（平成6）年度  | 不明 | 207    | －4  | 不明   | 不明 | [ 12 ] | 1学級40人化                                   |
| 1995（平成7）年度  | 不明 | 217    | 10   | 不明   | 不明 | [ 12 ] |                                               |
| 1996（平成8）年度  | 不明 | 235    | 18   | 不明   | 不明 | [ 12 ] |                                               |
| 1997（平成9）年度  | 不明 | 238    | 3    | 不明   | 不明 | [ 12 ] |                                               |
| 1998（平成10）年度 | 不明 | 243    | 5    | 不明   | 不明 | [ 12 ] |                                               |
| 1999（平成11）年度 | 不明 | 236    | －7  | 不明   | 不明 | [ 12 ] |                                               |
| 2000（平成12）年度 | 80   | 232    | －4  | 6      |      | [ 13 ] |                                               |
| 2001（平成13）年度 | 80   | 227    | －5  | 6      | 0    | [ 14 ] |                                               |
| 2002（平成14）年度 | 80   | 214    | －13 | 6      | 0    | [ 15 ] |                                               |
| 2003（平成15）年度 | 80   | 202    | －12 | 6      | 0    | [ 16 ] |                                               |
| 2004（平成16）年度 | 80   | 172    | －30 | 6      | 0    | [ 17 ] |                                               |
| 2005（平成17）年度 | 80   | 189    | 17   | 6      | 0    | [ 18 ] |                                               |
| 2006（平成18）年度 | 80   | 193    | 4    | 6      | 0    | [ 19 ] |                                               |
| 2007（平成19）年度 | 80   | 209    | 16   | 6      | 0    | [ 20 ] |                                               |
| 2008（平成20）年度 | 80   | 186    | －23 | 6      | 0    | [ 21 ] | 開校60周年                                    |
| 2009（平成21）年度 | 80   | 201    | 15   | 6      | 0    | [ 22 ] |                                               |
| 2010（平成22）年度 | 80   | 205    | 4    | 6      | 0    | [ 23 ] |                                               |
| 2011（平成23）年度 | 80   | 202    | －3  | 6      | 0    | [ 24 ] |                                               |
| 2012（平成24）年度 | 80   | 205    | 3    | 6      | 0    | [ 25 ] |                                               |
| 2013（平成25）年度 | 80   | 174    | －31 | 6      | 0    | [ 26 ] |                                               |
| 2014（平成26）年度 | 80   | 171    | －3  | 6      | 0    | [ 27 ] |                                               |
| 2015（平成27）年度 | 80   | 152    | 19   | 6      | 0    | [ 28 ] |                                               |
| 2016（平成28）年度 | 80   | 155    | 3    | 6      | 0    | [ 29 ] |                                               |
| 2017（平成29）年度 | 80   | 130    | －25 | 6      | 0    | [ 30 ] |                                               |
| 2018（平成30）年度 | 80   | 105    | －25 | 6      | 0    | [ 31 ] | 開校70周年                                    |
| 2019（令和元）年度 | 40   | 89     | －16 | 5      | －1  | [ 4 ]  | 普通科－1                                     |
| 2020（令和2）年度  | 40   | 76     | －13 | 4      | －1  | [ 34 ] |                                               |
| 2021（令和3）年度  | 40   | 69     | －7  | 3      | －1  | [ 35 ] |                                               |
| 2022（令和4）年度  | 40   | 59     | －10 | 3      | 0    | [ 36 ] |                                               |
| 2023（令和5）年度  | 40   | 62     | 3    | 3      | 0    | [ 37 ] |                                               |

## アクセス
国道395号沿いの小高い丘に位置している。

### 鉄道
- 侍浜駅（JR東日本・八戸線）から県道153号と国道395号経由で車で約16分
  - 菱倉バス停から大野線（岩手県北バス）で大野高校前バス停下車で約33分

## 周辺
- 洋野町立大野体育館
- 山村広場トリムパーク